# Kongenitales lobäres Emphysem
Ein kongenitales lobäres Emphysem bezeichnet eine angeborene Lungenfehlbildung mit massiver kompensatorischer Überblähung eines Lungenlappens (lateinisch Lobus) bei zu kleinem Lungenlappen der Gegenseite und wird auch als kongenitale lobäre Überblähung oder kongenitale lobäre Hyperinflation bezeichnet.

## Verbreitung
Die Häufigkeit wird mit 1–9 zu 100.000 angegeben.
Die Veränderung kann bereits vorgeburtlich, beim Neugeborenem oder zumeist in den ersten 6 Lebensmonaten in Erscheinung treten.

## Ursache
Ursächlich liegen Knorpeldysplasien, Anomalien der Bronchien, intra- oder extraluminäre Obstruktion durch pathologisch vergrößerte Lymphknoten, Teratome oder Gefäßanomalien zugrunde. Allerdings kann in 50 % keine erkennbare Ursache nachgewiesen werden.
Als Ursache familiär auftretender autosomal-dominant vererbter Fälle wird eine Hypoplasie des Bronchialknorpels vermutet.

## Klinische Erscheinungen
Je nach Ausmaß der Überblähung liegen Zeichen einer Atemnot vor, so dass bei Neugeborenen mit einer Atemnotsymptomatik auch an diese seltene Erkrankung gedacht werden muss. Ein Infekt der unteren Atemwege kann die Symptomatik verstärken.

## Diagnose
Am häufigsten ist der linke Oberlappen betroffen, gefolgt vom rechten Mittel- und Oberlappen. Die Erkrankung tritt bei Knaben häufiger als bei Mädchen auf. In 40 % kommen Begleitfehlbildungen hinzu, insbesondere Herzfehler, Nierenfehlbildungen und Anomalien des Skelettsystems.
Die Verdachtsdiagnose kann gegebenenfalls bereits im Mutterleibe mittels Feinultraschall gestellt werden.

## Differentialdiagnose
Differentialdiagnostisch sind ein Obstruktionsemphysem nach einer Aspiration, eine Lungenaplasie, eine solitäre Lungenzyste, eine Zystenlunge sowie ein Pneumothorax abzugrenzen.

## Therapie
Die Behandlung besteht bei entsprechend schwerer Symptomatik in einer notfallmäßigen Lobektomie.

## Geschichte
Das Krankheitsbild wurde im Jahre 1932 erstmals beschrieben von R. L. Nelson.
Die Bezeichnung als "Congenital lobar emphysema" stammt von R. Robertson und E. S. James aus dem Jahre 1951.